# Haridžiti
Haridžiti ili haridžije (arapskiخوارج Khawārij, doslovno "oni koji su izišli"; jedn. Khāriji), pojam je kojim se opisuju muslimani koji su ispočetka podržavali autoritet posljednjeg rašidunskog kalifa Alija da bi ga poslije odbacili. Prvi put su se pojavili u drugoj polovici 7. st. u današnjem južnom Iraku te isprofilirali u pravac islama različit i od sunita i od šijita.
Haridžiti su, ispočetka motivirani politikom, razvili nauke koje su ih razlikovale od sunita i šijita, a pri čemu se posebno ističe radikalna verzija tekfira prema kojoj su svi ostali muslimani nevjernici koji zaslužuju smrt. Haridžiti su se kroz povijest nazivali i Shurah (ar.: الشُراة), doslovno "kupci" po čime se u kontekstu islamskih spisa i filozofije podrazumijevalo "oni koji su zamijenili smrtni život (al-Dunya) za drugi život [sa Bogom] (al-Aakhirah)", a to je izraz koji su haridžiti koristili i sami za sebe.
Razlike između sunita, šijita i haridžita su sljedeće:
- Suniti vjeruju da odluke pravednog kalifa Alije nisu opravdale nijedan oblik pobune.
- Šijiiti vjeruju da je imamat (vodstvo) bilo Alijino pravo, te da je vladavina prva tri rašidunska kalifa (Abu Bakr as-Siddiq, Umar bin al-Khattab i Uthman ibn Affan) bila nevaljana.
- Haridžiti inzistiraju da svaki musliman može biti vođa muslimanske zajednice te da ima pravo dići ustanak protiv svakog vladara koji ne poštuje njihovo tumačenje islama.

Od haridžita su danas preživjeli jedino Ibāḍī koji žive u Omanu, Zanzibaru i Sjevernoj Africi i koji za sebe odbacuju oznaku "haridžita", nazivajuće se umjesto toga ahl al-ʿadl wa al-istiqama (أهل العدل و الاستقامة) ("Ljudi pravde i uspravljenosti"). Među ranim haridžitskim grupama je bila Harūriyya; poznata po tome što je dozvoljavala ženama da budu imami i po tome da je njihov član Abd-al-Rahman ibn Muljam bio Alijin ubojica.

## Vanjske poveznice
- Imam Wahab ibn Munabih's (d.110 AH/728 CE) Advice to the Khawarij
- Salafi Publications. Refutations by the leading Sunni scholars against the Khawarij rebels, past and present. Under heading "Deviated Sects".
- Answering-Extremism.com[neaktivna poveznica] Contemporary Islamic scholars who oppose and refute the Kharijites of the modern-day. (pod Articles)
- Refuting the Doubts of the People of Takfeer and Bombing  Arhivirana inačica izvorne stranice od 29. rujna 2011. (Wayback Machine)
- Extremism in Takfeer
- Ibadhi Islam site
- The Kharijites and Their Impact on Contemporary Islam  Arhivirana inačica izvorne stranice od 2. studenoga 2011. (Wayback Machine)